# Ачапное (Нижегородская область)
Ача́пное — село в Кстовском районе Нижегородской области. Входит в состав Работкинского сельсовета.
Село расположено на правом берегу Волги, в 75 км к югу-востоку от Нижнего Новгорода. Село стоит на берегу реки Китмар. Ближайшие населённые пункты — Чернышиха, Ташлыково, Малиновка. До революции село принадлежало помещику Астафьеву, а до этого — графине Ланской. Исследования по истории Ачапного проводил художник Андрей Геннадьевич Мочалов (1925—2011), — член Союза художников России, потомственный уроженец села. Его дед, Алексей Александрович Магницкий, был последним священником ачапновского Никольского храма (умер в 1940 году).
Рядом с селом Ачапное находится деревня Малое Лебедево, бывшая некогда владением помещика Касьянова — отца композитора Александра Александровича Касьянова. Касьяновы состояли в родстве с Магницкими.

В некоторых дореволюционных картах название села писалось с буквы «О» — Очапное. А местные жители зачастую называли его просто «Чапное» («…мы чапенские», «из Чапного…») Таким образом, название села происходит либо от слова «очеп», поскольку оно располагается как бы очепом; либо от слова «чапа́н», так как в старину тут жили портные, которые шили чапаны (кафтаны)…— А. Г. Мочалов
В селе есть памятник воинам, погибшим в Великой Отечественной войне. Ещё есть недействующая церковь. Сейчас в селе стоит 52 дома.